# حنان زهدي
حنان زهدي (مواليد سنة 1978) هي ممثلة مغربية، شاركت في مجموعة من الأفلام والمسلسلات التلفزيونية المغربية. تلقب بسمراء الشاشة المغربية.

## حياتها المبكرة
ولدت حنان زهدي سنة 1978 بمدينة الدار البيضاء، درست المرحلة الإبتدائية بمدرسة التازي والمنال، والمرحلة الإعدادية بمدرسة خناتة بنت بكار، وبعدها بالثانوية التأهيلية البيليا.
بعد حصولها على الباكالوريا، التحقت بمعهد الفنون والمواصلات، وحصلت في مسيرتها الدراسية على دبلوم الإنفوغرافيا، ودرست أيضًا هندسة الديكور سنة 1999، وقد بدأ مشوارها الدراسي في المجال الفني سنة 1987.

## مشوارها الفني
تعتبر الممثلة حنان زهدي من الفنانات المغربيات اللواتي شغلنا مساحة كبيرة في الساحة الفنية بأعمالها المخضرمة بين المغربية والأجنبية، والتي لاقت إعجاب الجمهور، والتي تتنوع ما بين السينما والتلفزيون والأفلام القصيرة والوثائقية والإعلانات.
بدأت مشوارها الفني في أواخر التسعينات، وبالضبط سنة 1997 بأول إعلان تجاري لها لوكالة وفابنك، أما في مجال السينما فكان في الفيلم السينمائي «الحريم»، وكان أول ظهور لها على التلفزيون في مسلسل «الكمين» لفاطمة بوبكدي سنة 2002، كما أنها شاركت في العديد من الأفلام والمسلسلات التلفزيونية.
حصدت شهرة واسعة في المغرب، من خلال أدوارها الفنية المميزة، والتي أتقنت تأديتها وتجسيدها، ما ساعدها على كسب قلوب محبيها.
حنان زهدي ليست من مناصري أو مؤيدي مصطلح الفن النظيف، معتبرة أن الساحة الفنية تخلو من هكذا مصطلح. وإنها لا تمانع الأدوار الجريئة، في حال كانت تلبي حاجة درامية.

## أعمالها الفنية[5]
- 2022 ( الزطاط) مسلسل من تأليف: إبراهيم علي بوبكدي، ومن اخراج : علي الطاهري، وشاركها في العمل، محمد الخياري ، ومنصور بدري.
- 2016 (حياتي) مسلسل من تأليف: نرجس المودن، واخراج: ياسين فنان، وشاركها في العمل: ماجدولين الادريسي، ونورية بنبراهيم، ولعبت فيه حنان زهدي دور "عقاف".
- 2016 (دار الضمانة) مسلسل من تأليف: زكرياء لحلو، واخراج : محمد علي المجبود، وشاركها في العمل كل من: محمد مفتاح، ونعيمة المشرقي، وقامت حنان في هذا العمل بدور "ياقوت".
- 2011 (النهاية) فيلم من تأليف واخراج: هشام العسري، وشاركها في العمل كل من: صالح بن صالح، ونادية نيازي، وقدمت فيه حنان دور " غيثة".
- 2007 ( القضية) مسلسل من تأليف واخراج : نورالدين الخماري، وشاركها في العمل كل من: نفيسة بنشهيدة، ومنصور بدري.
- 2007 ( عود الورد ) فيلم من تأليف: لحسن زينون ، وهشام العسري، ومن اخراج : لحسن زينون، وشاركها في العمل كل من : سناء علوي، ومحمد مفتاح.
- 2005 ( رمانة وبرطال) مسلسل من تأليف: إبراهيم علي بوبكدي، واخراج : فاطمة بوبكدي، وشاركها في العمل كل من: سناء عكرود، وحسن مكيات.
- 2005 (ملوك الطوائف) مسلسل من تأليف : وليد سيف، واخراج : حاتم علي، وعلي محي الدين علي، وشاركها في العمل كل من: جمال سليمان، وأيمن زيدان، وسلاف فواخري.
- 2005 ( سوق النساء) فيلم من اخراج: فاطمة بوبكدي، وقد شاركها في العمل كل من: سناء عكرود، وجواد العلمي.
- 2003 ( أمود) مسلسل من اخراج: فاطمة بوبكدي، وشاركها في العمل كل من: هشام بهلول، وياسين أحجام.
- 2002 (الكمين) مسلسل من إخراج: فاطمة بوبكدي، وشاركها في العمل كل من: هشام بهلول، وياسين أحجام، وسناء عكرود[3]
- شاركت حنان زهدي بمعية وجوه فنية محلية معروفة على الصعيد الاقليمي في كليب  أغنية “الغزالة زاكورة” للفنان نعمان لحلو التي تم انتاجها من طرف المجلس الاقليمي لزاكورة وتم تصويرها بمختلف مناطق الاقليم[2][6]

## روابط خارجية
- حنان زهدي على موقع IMDb (الإنجليزية)